# Памятник и музей геноцида в Ыгдыре
Памятник и музей геноцида в Ыгдыре (тур. Iğdır Soykırım Anıt-Müzesi) — памятник туркам, убитым армянскими отрядами в районе боевых действий Кавказского фронта Первой мировой войны. Расположен в турецком городе Ыгдыр. Строительство мемориала началось 1 августа 1997 года, памятник был открыт в октябре 1999 года. Его высота составляет 43,5 метра, что делает его самым высоким памятником в Турции.

## История
Доминирующая в мире и академической среде точка зрения заключается в том, что во время первой мировой войны имел место геноцид армян (а также геноцид ассирийцев и греков). Согласно современным исследователям во время войны младотурками было убито, по разным оценкам, от шестисот тысяч до полутора миллиона армян (по одной из оценок, с учётом до- и послевоенных убийств, более 2,1 миллиона) (см. тж. Геноцид армян#Количество жертв). В то же время в Турции и некоторыми исследователями за её пределами высказывается точка зрения, что «геноцида армян не было», а имела место депортация, «оправданная» предшествовавшими ей армянскими восстаниями, якобы, сопровождавшимися массовыми убийствами мусульман в восточной Анатолии, и не носившая собой цель истребления армянского населения. Турецкой стороной утверждается, что в период между 1910 и 1922 годами армянами было убито миллион или даже полтора миллиона мусульман. По оценочному мнению политолога Рудольфа Руммеля, исследователя геноцида, в восточных вилайетах Османской империи во время войны армянскими ополченцами было убито, вероятно, 75 тысяч турок и курдов. В то время как число убитых армян он оценивает в более 2,1 миллиона.
Идею сооружения памятника высказал на научной конференции по «историческим фактам и армянам» в Ыгдыре, проходившей в 1995 году с 24 апреля (80-летие общепринятого начала геноцида армян) по 26 апреля, архитектор из Азербайджана Джафар Гияси. В итоговой декларации конференции было заявлено, что памятник должен быть установлен в Ыгдыре, «чтобы увековечить память более чем миллиона турок, погибших в Восточной Анатолии», и чтобы «дать ответ на объявление 24 апреля днем геноцида, и на памятники геноцида, якобы совершенного против армян, установленных во многих местах в мире».
Сооружение памятника было начато 1 августа 1997 года, и 5 октября 1999 года состоялось открытие. На открытии памятника представитель губернатора ила Ыгдыр заявил, что «теперь, когда армяне будут смотреть на их святой Арарат, они будут видеть наш монумент».
Турецкая газета «Миллиет» в 2005 году сообщила, что построенный в 1999 году памятник и музей, посвященный убийству армянами 80 тысяч турок, последние 2 года невостребованы по причине отсутствия сотрудников. В городском управлении по культуре и туризму газете сообщили, что для открытия музея требуется предварительное уведомление посетителями. Руководитель «Союза пострадавших от погромов, осуществленных армянами во время Первой мировой войны» Исмет Тагал заявил, что памятник геноциду используется для встреч влюблённых.

## Описание памятника
Памятник воздвигнут в центре треугольника, на кургане высотой 7,2 метра. Под холмом построен круглый зал, в котором размещен «музей геноцида». Зал представляет собой символическую могилу «турок, убитых армянами». В подобных курганах, с саркофагом в центре, по традиции хоронили своих правителей тюрки, жившие в Евразийских степях.
Памятник представляет собой связку из пяти мечей, высотой 36 метров, при взгляде на памятник сверху они представляют собой пентаграмму. Мечи поставлены «в память турецкой армии, её мучеников и воинов, спасшей мусульманские народы от истребления». Также они призваны символизировать «мощь турецкой армии», и быть видными армянам, национальная цель которых — вернуть гору Арарат, «как занесенные над ними сабли».
На сегодняшний день это самый монументальный мемориальный комплекс в Турции; по мнению губернатора Ыгдыра, он должен быть виден из Еревана, расстояние между памятником и Ереваном равно 37,5 км.

## Критика
Памятник часто подвергался критике за отрицание геноцида армян и распространение ложной информации, выгодной для турецкой пропагандистской машины. Озбек Эгемен пишет: «Мемориал геноцида в Ыгдыре и музей турок-мучеников, убитых армянами, были построены в поддержку турецкого нарратива об отрицании геноцида, утверждая, что именно армяне убивали турок и мусульман, а не наоборот». Французские журналисты Лор Маршан и Гийом Перье называют памятник «высшей карикатурой на политику турецкого правительства по отрицанию геноцида 1915 года путем переписывания истории и превращения жертв в виновных». Билгин Аята на Armenian Weekly раскритиковала памятник как «агрессивный, националистический и откровенно враждебный». Армянская Федерация Европы за справедливость и демократию заявила, что мемориал призван отрицать геноцид армян и потребовала его закрытия. Как отмечает Тесса Хоффман из Свободного университета Берлина, в Турции запрещено упоминание геноцида армян. Армяне Турции не имеют возможности увековечить память своих предков и вынуждены терпеть турецкие памятники и музеи, посвященные якобы «истреблению турецкого и мусульманского населения со стороны армян», в том числе и памятник в Ыгдыре.